# Juegos de la Mancomunidad de 2026
Los XXIII Juegos de la Mancomunidad se celebrarán en Glasgow, Escocia, en 2026. Será la sexta vez que Australia organizará los Juegos de la Mancomunidad. En diciembre de 2021, CGF informó que anunciaría un anfitrión en algún momento de marzo de 2022, sin embargo, Victoria fue anunciada como anfitriona el 12 de abril de 2022, luego de dos meses de un proceso de diálogo exclusivo con el CGF.